# Skórowo
Skórowo (kaszb. Skòrzewò lub Skórowò, niem. Schurow) – wieś w Polsce położona w województwie pomorskim, w powiecie słupskim, w gminie Potęgowo. Wieś jest siedzibą sołectwa Skórowo.
We wsi znajduje się kościół, zbudowany w stylu gotyckim. Znajdują się w nim zabytkowe organy. Parafia w Skórowie należy do diecezji pelplińskiej. Obsługuje także filie w Darżewie, Głuszynie, Potęgowie i Żychlinie. Dawniej w Skórowie znajdowała się poczta, karczma, kowal. Obecnie znajduje się Szkoła Podstawowa im. Lucjana Kowalskiego, a także zabytkowy pałac oraz park leżący nieopodal. Obok wsi przepływa Struga Czerwienicka.
Wieś przez mieszkańców nazywana jest Stare Skórowo dla odróżnienia od Nowego Skórowa, które znajduje się 1 km od Skórowa. We wsi znajduje się grób żołnierzy z armii napoleońskiej, którzy zginęli na terenach Skórowa. Grobowiec znajduje się na zakręcie i charakteryzuje się równym wzniesieniem na którym rosną symetrycznie rozmieszczone cztery drzewa. 
W latach 1975–1998 miejscowość administracyjnie należała do województwa słupskiego.